# Kendall Gill
Pour les articles homonymes, voir Gill.
Kendall Cedric Gill (né le 25 mai 1968 à Chicago, Illinois) est un joueur américain de basket-ball, aujourd'hui boxeur professionnel et commentateur sportif.

## Biographie

### Débuts
Gill évolua au lycée Rich Central à Olympia Fields, dans l'Illinois. À sa sortie en 1986, il rejoint l'université de l'Illinois. Jouant quatre années pour le Fighting Illini, Gill fut titulaire lors des trois dernières saisons. Lors de son année junior, Gill mena le Fighting Illini au Final Four 1989, s'inclinant face au Michigan. Cette équipe du Fighting Illini comptait de nombreux futurs joueurs NBA tels Nick Anderson, Marcus Liberty, Kenny Battle. Lors de son année senior, Gill fut meilleur marqueur de la Big Ten Conference et fut nommé dans la first-team All-American. Gill quitta Illinois en tant que 7e meilleur marqueur de l'histoire de l'école. Il remporta également le NCAA Slam Dunk au Final Four lors de sa saison senior.

### Carrière NBA
Gill fut sélectionné lors de la draft 1990 au 5e rang par les Hornets de Charlotte et fut nommé dans la First Team All-Rookie Team pour la saison 1990-1991. Il participa au NBA Slam-Dunk Contest. Gill disputa 15 saisons en NBA pour les Hornets (à deux reprises), les SuperSonics de Seattle, les Nets du New Jersey, le Heat de Miami, les Timberwolves du Minnesota, les Bulls de Chicago et les Bucks de Milwaukee. Gill inscrivit plus de 20 points de moyenne par match lors de deux saisons, la première avec les Hornets en 1991-1992 (20,5 points), puis pour les Nets en 1996-1997 (21,8 points). En 1997-1998, Gill fut le meilleur intercepteur de la ligue avec le maillot des Nets. Le 3 avril 1999, il réussit 11 interceptions lors d'une rencontre face à Miami, égalant ainsi le record détenu par Larry Kenon du record d'interceptions en un match en NBA. Gill totalise 12 914 points en 966 matchs de saison régulière.

### Après sa carrière de joueur
Afin de maintenir sa condition physique, Gill commença à pratiquer la boxe, et pratiquant des combats professionnels. Gill effectua son premier combat le 25 juin 2005 à l'âge de 37 ans, remportant ses trois combats professionnels. Il est actuellement classé 449e boxeur mondial (sur 745) chez les mi lourds. Gill a exprimé son intérêt pour devenir promoteur, et n'a pas exclu de faire un retour en NBA, si une équipe candidate au titre de champion manifestait son intérêt.
Gill a rejoint l'équipe de commentateurs de Comcast SportsNet pour les matchs des Chicago Bulls à compter de la saison 2006-2007. Il a rejoint les anciens joueurs des Bulls Norm Van Lier et Mark Schanowski.
Il a fait une apparition dans le show de Nickelodeon, My Brother and Me.
Il est également apparu dans un épisode de l'émission de Spike TV Pros vs. Joes en janvier 2008, ainsi que dans l'émission TNA Impact!.

## Records sur une rencontre en NBA
Les records personnels de Kendall Gill en NBA sont les suivants, :
| Record de la franchise |

| Type de statistique        | Saison régulière | Saison régulière          | Saison régulière | Playoffs | Playoffs             | Playoffs      |
| Type de statistique        | Record           | Adversaire                | Date             | Record   | Adversaire           | Date          |
| -------------------------- | ---------------- | ------------------------- | ---------------- | -------- | -------------------- | ------------- |
| Points                     | 41               | Magic d'Orlando           | 13 janvier 1997  | 30       | @ Celtics de Boston  | 29 avril 1993 |
| Paniers marqués            | 17               | Magic d'Orlando           | 13 janvier 1997  | 12       | @ Celtics de Boston  | 29 avril 1993 |
| Paniers tentés             | 27               | @ Kings de Sacramento     | 18 janvier 1992  | 24       | @ Celtics de Boston  | 29 avril 1993 |
| Paniers à 3 points réussis | 4                | 3 fois                    | 3 fois           | 1        | 7 fois               | 7 fois        |
| Paniers à 3 points tentés  | 7                | 2 fois                    | 2 fois           | 3        | 2 fois               | 2 fois        |
| Lancers francs réussis     | 18               | @ Clippers de Los Angeles | 30 novembre 1996 | 6        | @ Celtics de Boston  | 29 avril 1993 |
| Lancers francs tentés      | 22               | @ Clippers de Los Angeles | 30 novembre 1996 | 9        | @ Celtics de Boston  | 29 avril 1993 |
| Rebonds offensifs          | 8                | Raptors de Toronto        | 11 janvier 1997  | 7        | @ Knicks de New York | 18 mai 1993   |
| Rebonds défensifs          | 10               | 3 fois                    | 3 fois           | 5        | 3 fois               | 3 fois        |
| Rebonds totaux             | 13               | 2 fois                    | 2 fois           | 10       | @ Knicks de New York | 18 mai 1993   |
| Passes décisives           | 12               | 3 fois                    | 3 fois           | 6        | @ Knicks de New York | 18 mai 1993   |
| Interceptions              | 11               | Heat de Miami             | 3 avril 1999     | 6        | Knicks de New York   | 14 mai 1993   |
| Contres                    | 6                | Heat de Miami             | 7 novembre 1997  | 2        | 2 fois               | 2 fois        |
| Balles perdues             | 9                | Bullets de Washington     | 13 novembre 1996 | 4        | 2 fois               | 2 fois        |
| Minutes jouées             | 53               | Bucks de Milwaukee        | 27 décembre 1997 | 50       | @ Celtics de Boston  | 1er mai 1993  |

- Double-double : 22
- Triple-double : 3

## Pour approfondir
- Liste des meilleurs intercepteurs en NBA par saison.
- Liste des joueurs de NBA avec 9 interceptions et plus sur un match.